# Eric Gill
Arthur Eric Rowton Gill ([ɡɪɫ], * 22. Februar 1882 in Brighton; † 17. November 1940 in Uxbridge) war ein britischer Bildhauer, Grafiker und Typograf. Er avancierte zu einem der anerkannten Architekten des modernen britischen Designs, von seinen Reliefskulpturen des Ariel am BBC-Hauptquartier in den frühen 1930er Jahren über seine Entwürfe für Briefmarken von König George VI. bis hin zu seiner typografischen Gestaltung, die jahrzehntelang den visuellen Stil von Verlagen und Druckereien wie Faber und Penguin prägten. In seinen Tagebüchern beschrieb Gill seine sexuellen Aktivitäten sehr detailliert, darunter auch den sexuellen Missbrauch seiner Töchter, eine inzestuöse Beziehung mit mindestens einer seiner Schwestern und seine sexuellen Handlungen an seinem Hund. Diese Aspekte von Gills Leben wurden durch die Veröffentlichung der Biografie von Fiona MacCarthy 1989 einer weiteren Öffentlichkeit bekannt und führten zu Kontroversen bei der Beurteilung seiner Kunstwerke.

## Leben
Eric Gill  wurde in Brighton, England, als Sohn eines Pfarrers einer kleinen protestantischen Sekte geboren. Er war das zweite von dreizehn Kindern seiner Eltern. Er studierte an der Kunstschule im Butter Market von Chichester. Von 1899 bis 1903 arbeitete er in einem Architekturbüro. Er nahm an Schriftkursen an der Central School of Arts and Crafts in London bei Edward Johnston teil. Von 1905 bis 1909 entwarf er Initialen und Buchumschläge für den Insel-Verlag, Leipzig. 1906 zeichnete er Initialen für den Verlag Ashendene Press. 1907 zog er nach Ditchling, Sussex, wo er bildhauerisch tätig war. Von 1909 an führte er verschiedentlich auch Bildhauerarbeiten aus. Die für die Kathedrale von Westminster geschaffenen Kreuzwegstationen beschäftigten ihn von 1913 bis 1918. 1924 zog er nach Capel-y-ffin, Wales. Von 1925 bis 1931 zeichnete er Initialen und Illustrationen für den Verlag Golden Cockerel Press, für den er eine eigene Schrift entwarf. Ab 1928 lebte er auf der Pigotts-Farm in Speen bei High Wycombe und war für die Londoner U-Bahn tätig. Zusammen mit seinem Schwiegersohn gründete er eine Handdruckerei für bibliophile Luxusausgaben. 1930 entstanden Zeichnungen für die letzte Ausgabe der Zeitschrift Le Fleuron. Anfang der 1930er Jahre erhielt Gill den Auftrag von Sir John Reith, dem Generaldirektor der BBC, für die Reliefskulpturen des BBC-Gebäudes. Für den Haupteingang stellte Gill Ariel, einen Geist im Dienste des Zauberers Prospero, als nacktes Kind dar. Die zweite Skulptur zeigt „Ariel zwischen Weisheit und Fröhlichkeit“, mit der lateinischen Inschrift obsculta („höre zu“, „(ge)horche“). 1936 wurde Gill als Royal Designer for Industry ausgezeichnet. 1937 entstand eine Briefmarke, die fünfzehn Jahre lang in Verwendung blieb.

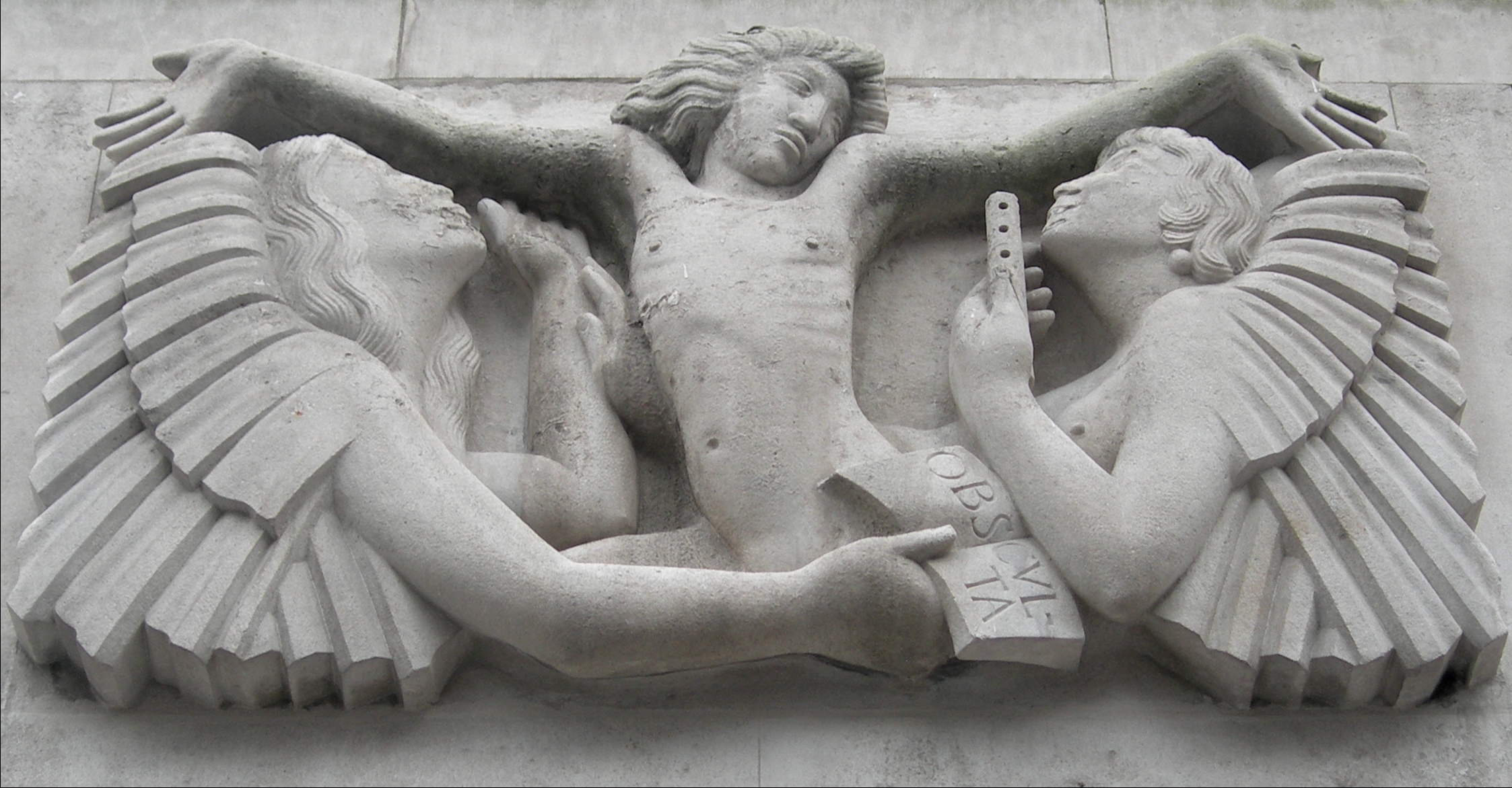
Ariel zwischen Weisheit und Fröhlichkeit mit der lateinischen Inschrift obsculta, BBC-Verwaltungsgebäude, London (1932)

Gill war ein tiefreligiöser Mann. Er konvertierte 1913 zum Katholizismus und war 1918 Mitgründer der Guild of St Joseph and St Dominic, einer religiösen Gemeinschaft, der mehrere Kunsthandwerker angehörten. Zugleich war Gill von sexuellen Obsessionen getrieben. Einige seiner Skulpturen zeigen explizit sexuelle Akte, die damals nicht in der Öffentlichkeit ausgestellt werden konnten. Teilweise standen dafür seine Schwester und deren Ehemann Modell. Seine sexuellen Aktivitäten hielt Gill mit großer Akribie in seinen Tagebüchern fest. Nach seinem Tod verkaufte seine Frau seinen privaten Nachlass einschließlich der Tagebücher an die Clark Library der University of Southern California. Sie hatte versucht, einen Teil der Eintragungen zu zensieren, dies aber angesichts des Umfangs der Unterlagen aufgegeben. Die Tagebücher belegen, dass Gill neben zahlreichen außerehelichen Affären auch ein inzestuöses Verhältnis mit seinen Schwestern Angela und Gladys hatte. Außerdem hatte er seine Töchter Betty und Petra im Teenageralter missbraucht. Frühere Biografen (z. B. Robert Speaight) verschwiegen dies, während heutige Biografen (z. B. Fiona MacCarthy) davon ausgehen, dass dies auch in seinen künstlerischen Werken zum Ausdruck kommt und ihn inspiriert hat.
Eric Gill starb im Alter von 58 Jahren nach einer Lungenkrebsoperation.
Fiona MacCarthys Biografie über Gill im Jahr 1989 rückte das Sexualleben des Künstlers in das öffentliche Bewusstsein. Mit den Enthüllungen wurden wiederholt Forderungen laut, die Skulpturen vom BBC-Verwaltungsgebäude zu entfernen. Seit 1998 setzten sich Aktivisten der Organisation Ministers and Clergy Sexual Abuse Survivors (MACSAS) dafür ein, dass Gills Kreuzwegstationen aus der Westminster Cathedral entfernt werden. Gills anfänglicher Reputationsschaden war zunächst begrenzt, da die Veröffentlichung im Jahr 1989 erfolgte – lange vor der öffentlichen Aufarbeitung von Missbrauchsvergehen in kirchlichen und anderen Institutionen und lange vor den Missbrauchsskandalen um Jimmy Savile, Gary Glitter und Rolf Harris. Am 12. Januar 2022 und erneut am 20. Mai 2023 wurde Gills berühmteste öffentliche Skulptur, Prospero und Ariel von Aktivisten mit Hammer und Meißel beschädigt.

## Schriftentwürfe

Gill Sans, entworfen 1927–30

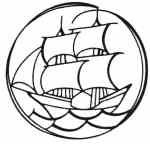
Signet für den Insel-Verlag

- Gill Sans (1927–30), auch bekannt unter dem Namen Humanist 521 BT (1990)
- Golden Cockerel Roman (1929)
- Perpetua (1929–30)
- Solus (1929)
- Joanna (1930–31)
- Aries (1932)
- Floriated Capitals (1932)
- Bunyan, Pilgrim (1934)
- Jubilee (1934).

## Plastische Arbeiten
- Skulpturen für das BBC-Gebäude in London
- Kreuzwegstationen in der Westminster Cathedral in London (1914)
- Steintafeln für das Gebäude des Völkerbundes in Genf (1938)
- Grabmal für Christopher Wood in Salisbury

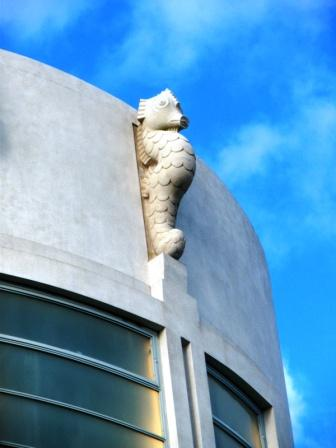
Seepferdchen, Midland Hotel in Morecambe (1928)
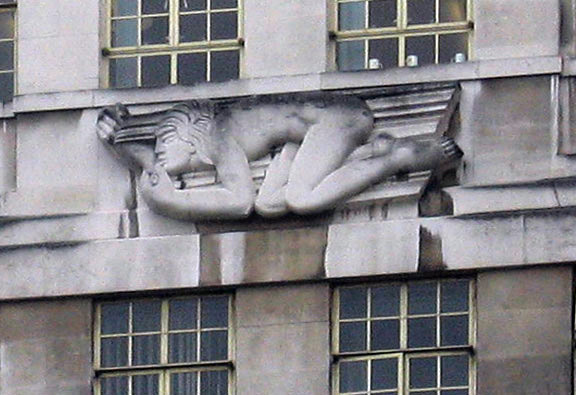
Nordwind, (55 Broadway)
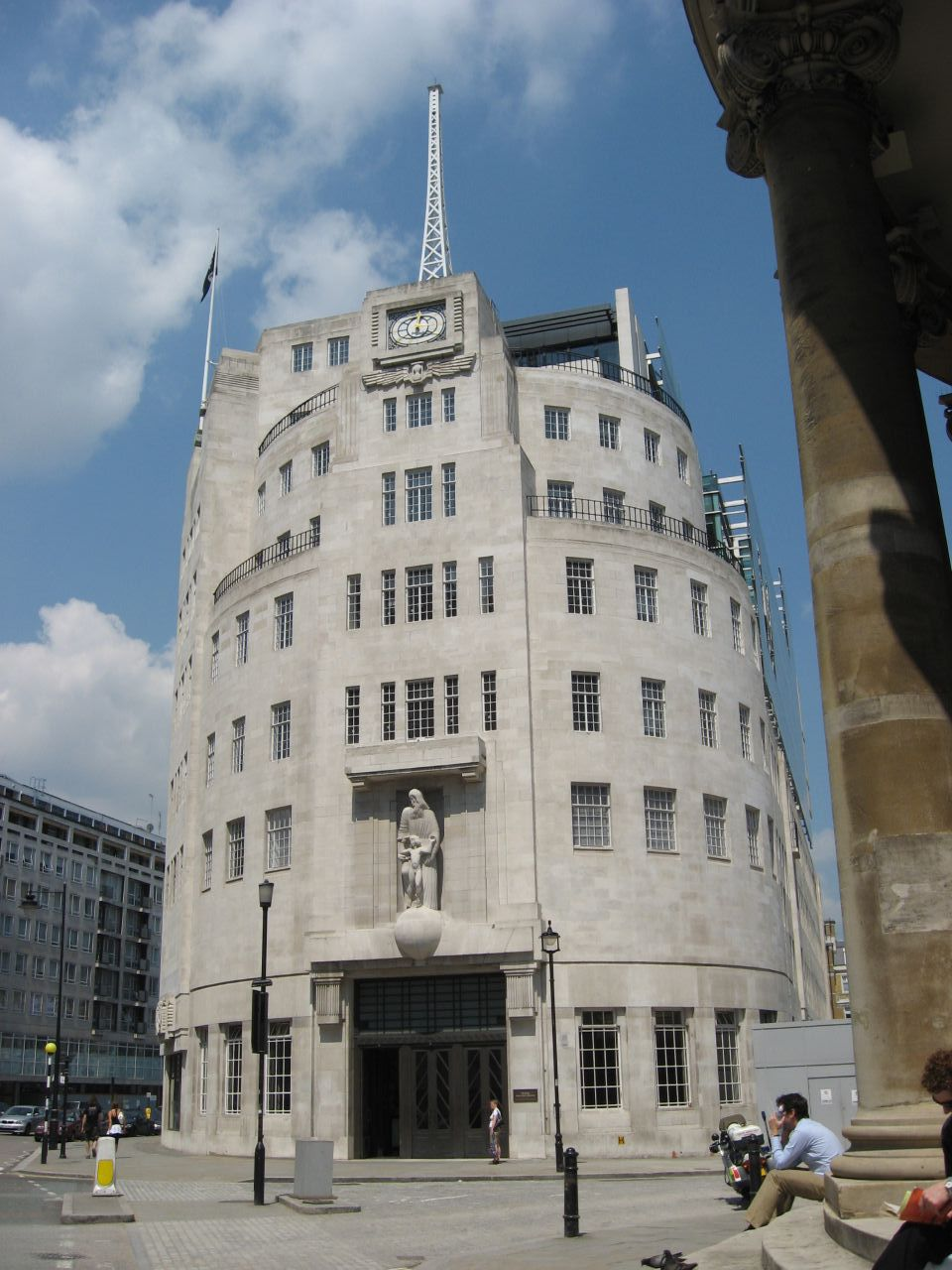
Prospero und Ariel, Haupteingang des BBC Broadcasting House, London (1932)
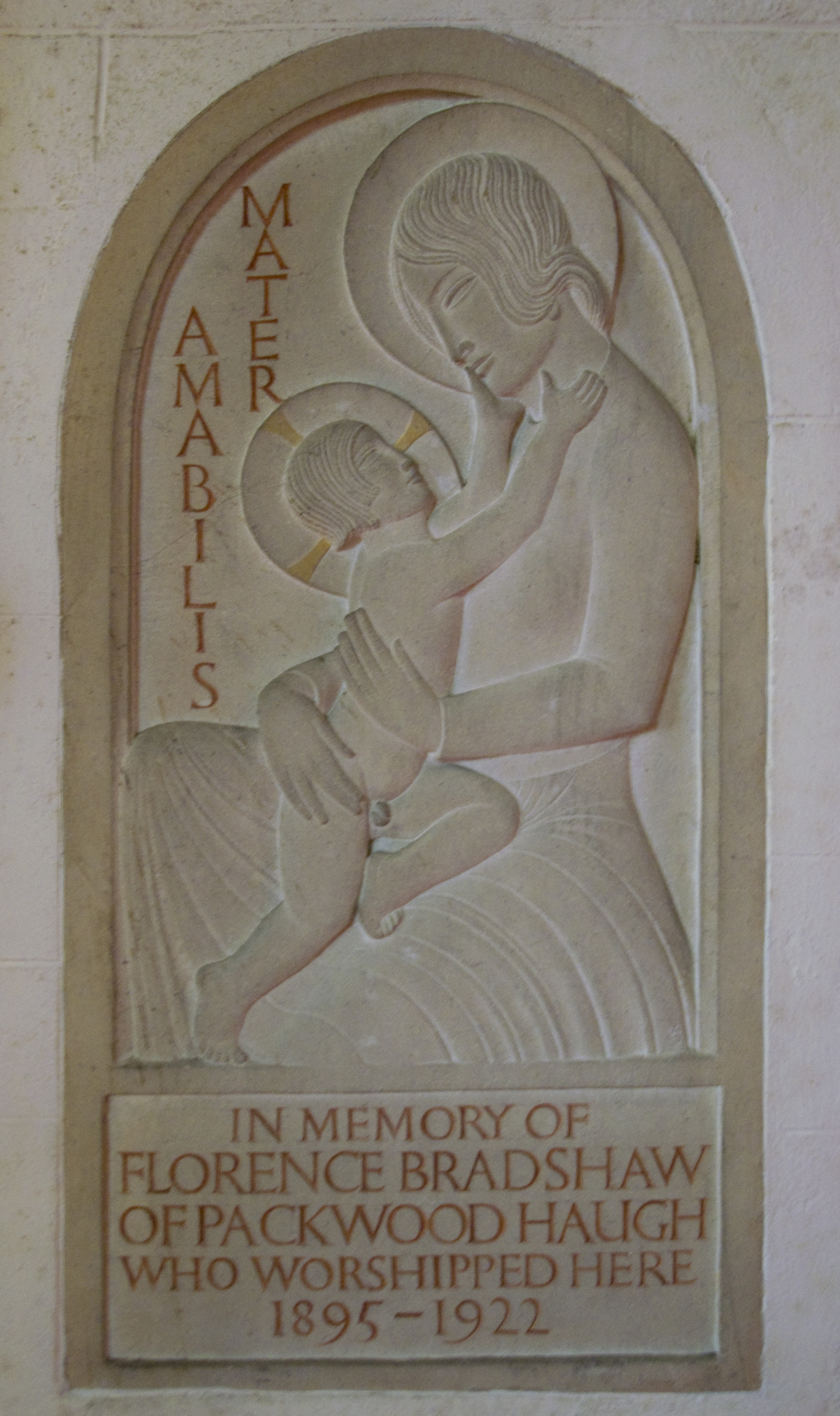
Relief in der Pfarrkirche von Lapworth (1928)

## Werke
- Essay on Typography, London 1931
- Autobiography, London 1940